# Anders Ekström (idéhistoriker)
Denna artikel handlar om idé- och lärdomshistorikern Anders Ekström. För seglaren, se Anders Ekström (seglare)

Anders Erik Ekström, född 12 februari 1965, är en svensk idé- och lärdomshistoriker och professor i idé- och lärdomshistoria vid Uppsala universitet.

## Biografi
Anders Ekström disputerade 1994 med avhandlingen Den utställda världen: Stockholmsutställningen 1897 och 1800-talets världsutställningar, vilken belönades med Johan Nordströms och Sten Lindroths pris. Ekström har därefter varit verksam vid Uppsala universitet, Institutet för studier av utbildning och forskning (Stockholm), Linköpings universitet samt Kungliga Tekniska högskolan, KTH, Stockholm. 1999 var han fellow vid SCAS (Swedish Collegium of Advanced Study). 2012 utnämndes han till adjungerad professor i mediehistoria vid Åbo universitet och sedan 2013 är han professor vid institutionen för idé- och lärdomshistoria vid Uppsala universitet. Mellan 2014 och 2015 var han expert i den statliga museiutredningen. År 2014 valdes han till prodekan för historisk-filosofiska fakulteten vid Uppsala universitet med särskilt ansvar för forskning och forskarutbildning.

## Forskning
Anders Ekström har bedrivit forskning och undervisning inom området modern kulturhistoria under perioden 1800-1950, med särskild inriktning mot mediehistoria, visuell kultur, kulturteori, museologi och utställningsstudier, vetenskap och samhälle, vetenskap och medier, humanioras historia samt utbildnings- och forskningspolitik.